# Acquedolci
Acquedolci (sicilsky Acquaruci) je obec a přímořské letovisko v Itálii. Nachází se na ostrově Sicílie, u pobřeží Tyrhénského moře, asi 108 km jihozápadně od Messiny, 124 km východně od Palerma a vzdušnou čarou asi 463 km jihovýchodně od Říma. V roce 2025 zde žilo 5 553 obyvatel.
Jižně od Acquedolci prochází dálnice A20, přímo obcí prochází státní silnice SS113. Tyto silnice obě svými mosty překonávají řeku Torrente San Fratello ústící na západ od Acquedolci.
V Acquedolci se nachází zámek Cupane, kostel Nanebevzetí Panny Marie, kostel svatého Josefa a hřbitov. Je zde rovněž rozsáhlá pláž.
Oblast dnešní obce byla osídlena již v době Římské říše. Obec byla založena v letech 264 – 241 př. n. l., během první punské války, když Římané v oblasti zjistili hojnost pitné vody a našli podvodní pramen u pobřeží, který jim umožňoval zásobovat vodou přímo z moře. V té době se obec nazývala Aquae Dulces.